# Carlo Carrà
Carlo Carrà (n. 11 februarie 1881, Quargnento, Piemont, Italia – d. 13 aprilie 1966, Milano, Italia) a fost pictor și muralist italian, o figură de prim rang a mișcării futuriste, care a înflorit în Italia la începutul secolului al XX-lea.
Pe lângă numeroasele sale picturi, a scris o serie de cărți despre artă în calitate sa de critic și scriitor de artă. A predat mulți ani în orașul Milano.

## Biografie
Carrà s-a născut în Quargnento, lângă Alessandria (Piemont). La 12 ani a plecat de acasă pentru a lucra ca decorator mural.
În 1899–1900, Carrà s-a aflat la Paris pentru a decora pavilioanele de la Expoziția Universală, unde a făcut cunoștință cu arta franceză contemporană. A petrecut apoi câteva luni la Londra în contact cu anarhiștii italieni exilați și s-a întors la Milano în 1901. În 1906, s-a înscris la Academia Brera (Accademia di Brera) din oraș, unde a studiat cu Cesare Tallone⁠(d). În 1910 a semnat, alături de Umberto Boccioni, Luigi Russolo și Giacomo Balla, Manifestul pictorilor futuriști, și a început o fază a picturii care a devenit cea mai populară și mai influentă pentru el.
Faza futuristă a lui Carrà s-a încheiat în jurul timpului în care a început Primul Război Mondial. Lucrările sale, deși foloseau încă unele concepte futuriste, au început să se ocupe mai clar de formă și liniște, mai degrabă decât de mișcare și sentiment. Inspirat de pictura Trecento⁠(d), arta copiilor și opera lui Henri Rousseau, Carrà a început curând să creeze naturi statice într-un stil simplificat care sublinia realitatea obiectelor obișnuite. În 1917, l-a întâlnit pe Giorgio de Chirico la Ferrara și a lucrat cu acesta timp de câteva săptămâni. Influențat de de Chirico, Carrà a început să includă imagini cu manechine în picturile sale. Cei doi artiști au fost inovatorii unui stil pe care l-au numit „pictură metafizică”. Până în 1919, faza metafizică a lui Carrà făcea loc unui arhaism inspirat de lucrările lui Giotto, pe care îl admira ca fiind „artistul ale cărui forme sunt cele mai apropiate de modul nostru de a concepe construcția corpurilor în spațiu”. Pictura lui Carrà Fiicele lui Lot (1919) exemplifică noua direcție a operei sale. De-a lungul anilor 1920 și 1930, s-a concentrat în principal pe pictura peisajului și a dezvoltat un stil mai atmosferic. Un exemplu din această perioadă este Dimineața lână mare din 1928.
Este cunoscut mai ales pentru lucrarea sa futuristă din 1911, Înmormântarea anarhistului Galli. Carrà a fost într-adevăr un anarhist în tinerețe, dar, împreună cu mulți alți futuriști, a avut mai târziu opinii politice mai recționare, devenind ultranaționalist și iredentist înainte și în timpul războiului. A susținut fascismul după 1918. În anii 1930, Carrà a semnat un manifest în care a cerut sprijinirea ideologiei de stat prin artă. Grupul Strapaese la care s-a alăturat, fondat de Giorgio Morandi⁠(d), a fost puternic influențat de fascism și a răspuns la liniile directoare neoclasice care fuseseră stabilite de regim după 1937, dar s-a opus impulsului ideologic către un centralism puternic.
Carrà a murit la Milano în 1966.

## Lucrări selectate
- Înmormântarea anarhistului Galli (1911)
- Camera fermecată (1917)
- Muza metafizică (1917)
- Fiica Occidentului (1919)
- Iubitul inginerului (1921)
- Canale a Venezia (1926) [19]